# Cardeal-tecelão-amarelo
O cardeal-tecelão-amarelo, arcebispo ou bispo-de-coroa-amarela (Euplectes afer) é uma espécie de ave da família Ploceidae.
Pode ser encontrada nos seguintes países: Angola, Benin, Botswana, Burkina Faso, Camarões, República Centro-Africana, Chade, República do Congo, República Democrática do Congo, Costa do Marfim, Etiópia, Gabão, Gambia, Gana, Guiné, Guiné-Bissau, Jamaica, Japão, Quénia, Lesoto, Libéria, Mali, Mauritânia, Moçambique, Namíbia, Níger, Nigéria, Portugal, Porto Rico, Senegal, Serra Leoa, África do Sul, Sudão, Tanzânia, Togo, Uganda, Zâmbia e Zimbabwe.
Em Portugal foi introduzido como ave de gaiola e actualmente estabeleceu populações selvagens nalgumas regiões.
Os machos têm um inconfundível tom amarelo vivo. Mas “as fêmeas são mais acastanhadas e com um ar ‘apardalado’, destacando-se a lista supraciliar creme, fazendo lembrar um pardal-francês”, segundo o portal Aves de Portugal.
“Fora da época de nidificação, os machos perdem a plumagem vistosa e assemelham-se às fêmeas.”
Esta ave é de origem africana e, segundo o portal Aves de Portugal, terá sido introduzida em Portugal no final da década de 1980. Os primeiros registos conhecidos ocorreram no Algarve, nos arrozais de Lagoa, em Novembro de 1989.
Os machos são de um amarelo garrido, enquanto as fêmeas são mais acastanhadas. “Fora da época de nidificação, os machos perdem a plumagem vistosa e assemelham-se às fêmeas”, tendo comportamentos mais discretos.
Actualmente nidifica em liberdade em diversos locais do país. As primeiras posturas acontecem a partir da primeira quinzena de Julho e os juvenis deixam o ninho em meados de Agosto.
Tem preferência por zonas húmidas, ocorrendo em campos de cultivo de arroz e pauis com vegetação abundante, como bunho, tabua e caniço.